# Pulaskit
Pulaskit ist ein relativ seltenes, alkalisches, magmatisches Gestein, das zu den Syeniten gerechnet wird.

## Etymologie
Der Gesteinsname Pulaskit, Englisch pulaskite, leitet sich vom Pulaski County in Arkansas ab. Das Pulaski County ist seinerseits nach Kazimierz Pułaski benannt, einem General der Kontinentalarmee im Amerikanischen Unabhängigkeitskrieg.

## Typlokalität
Die Typlokalität des Pulaskits befindet sich am Granite Mountain (Fourche Mountain Region) im Pulaski County südöstlich von Little Rock in Arkansas.

## Erstbeschreibung
Der Pulaskit wurde erstmals im Jahr 1891 von J. Francis Williams zusammen mit dem Fourchit beschrieben. Weitere spätere petrographische Bearbeiter waren Walter Ehrenreich Tröger, Albert Johannsen und Sergei Ivanovich Tomkeieff.

## Definition
„Der Pulaskit ist eine Varietät eines Nephelin-führenden Alkalifeldspatsyenits. Neben Alkalifeldspat enthält er unterschiedliche Gehalte an natriumreichen Pyroxenen und Amphibolen, Fayalit, Biotit sowie untergeordnet Nephelin“

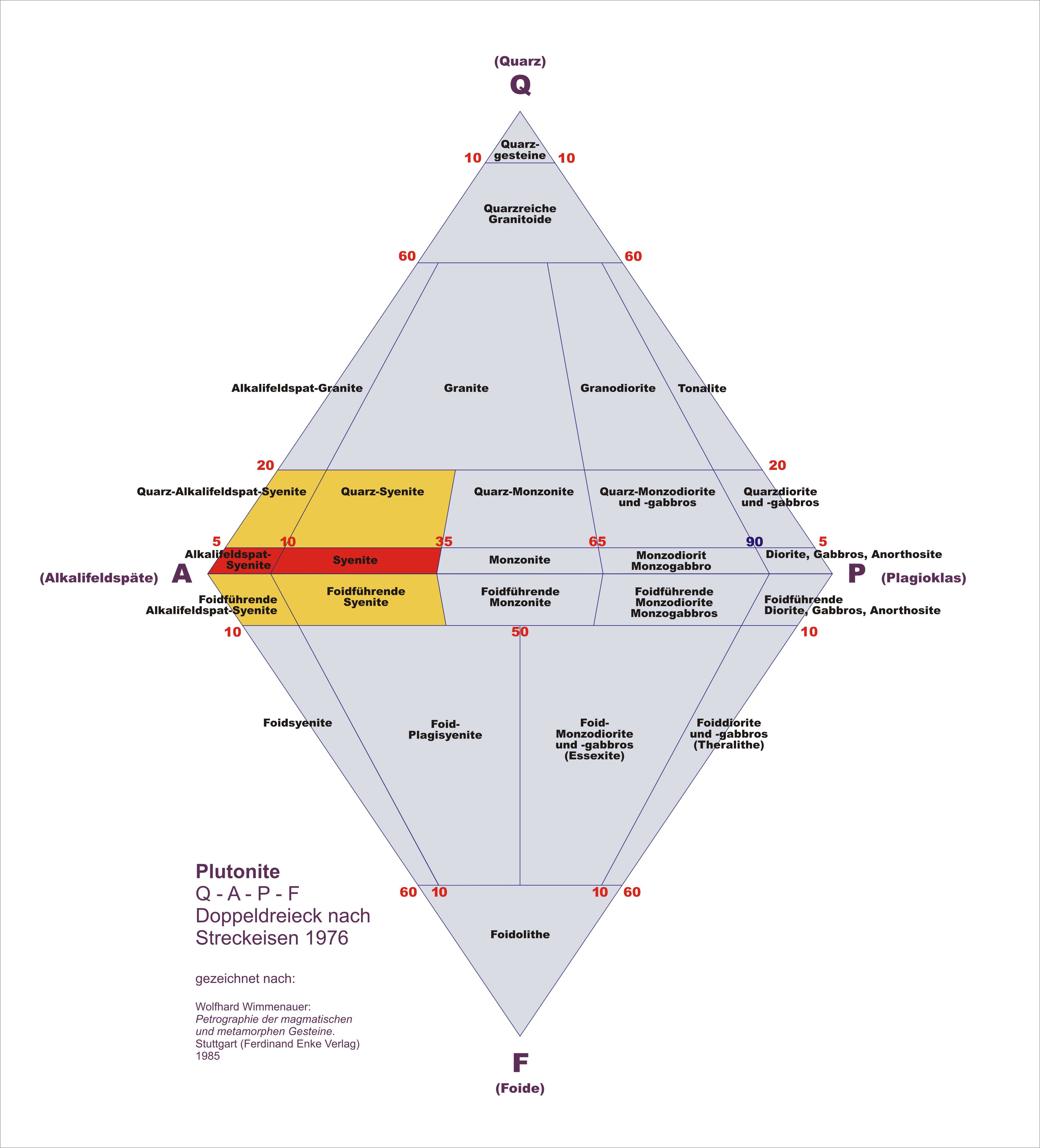
QAPF-Diagramm

H. Williams und Kollegen (1954) definieren Pulaskit als 

„alkalisches Gestein, das von natriumhaltigem Orthoklas, natriumhaltigem Mikroklin, von Mikroperthit und von Antiperthit aufgebaut wird. Des weiteren kann es die Feldspatvertreter Nephelin, Sodalith und selten auch Nosean enthalten.“

Im QAPF-Diagramm plottet der Pulaskit im Feld 6' eines foidführenden Alkalifeldspatsyenits. Pulaskit kann aber auch noch im Feld 11 der Foidsyenite und im Feld 7' der foidführenden Syenite angetroffen werden.

## Vorkommen

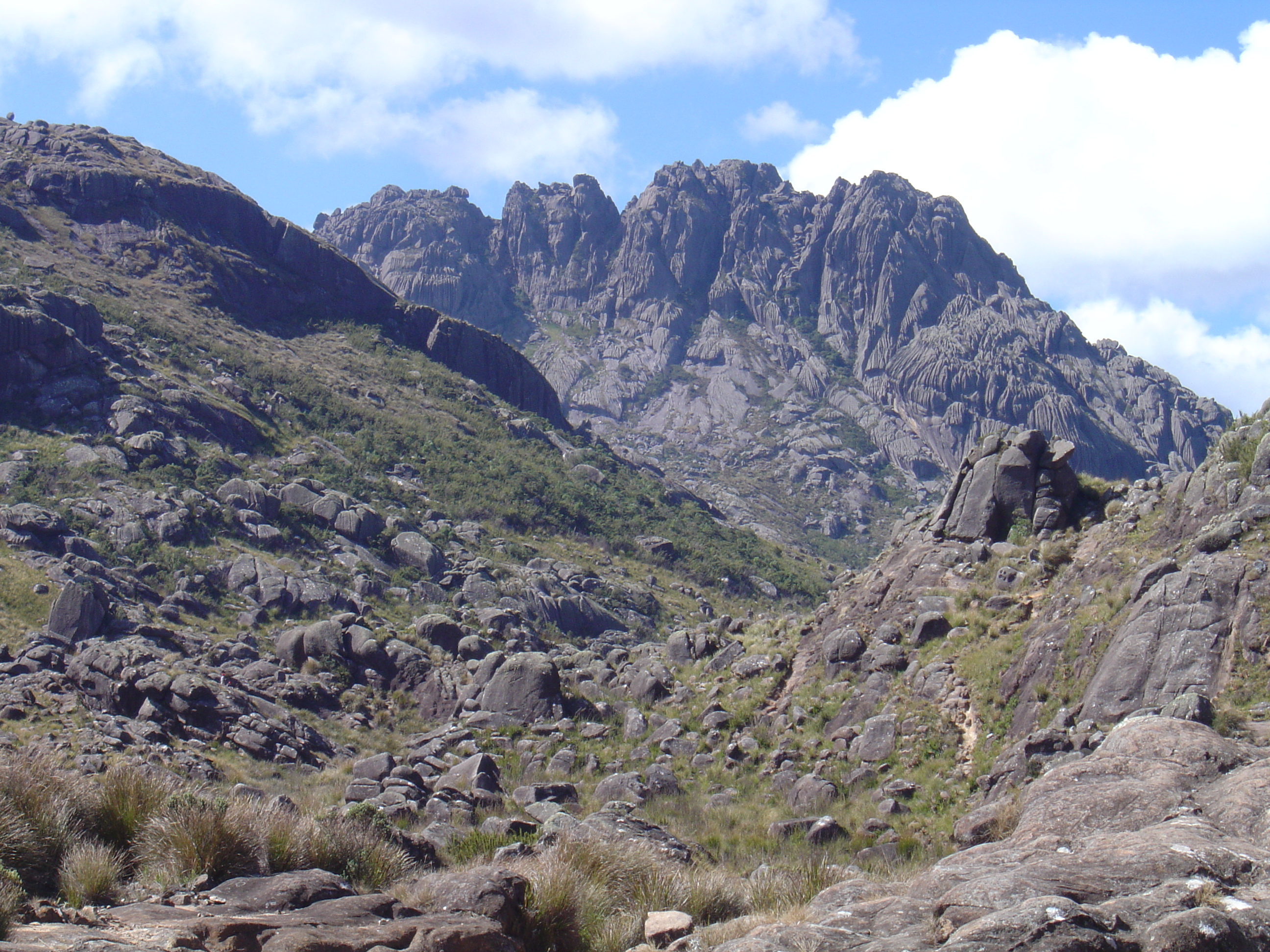
Das Agulhas Negras-Massiv im Itataia Nationalpark in Brasilien. Der Gipfel besteht aus quarzführendem Alkalifeldspatsyenit. Weiter rechts schließen sich dann Pulaskite an.

Neben der Typlokalität in Arkansas erscheint das Gestein Pulaskit an weit verstreuten Fundstellen mehr oder weniger weltweit. Hierunter bedeutend sind der Ilimmaasaq-Komplex im Südwesten Grönlands, die alkalische Kangerdlugssuaq-Intrusion an der Ostküste Grönlands, der Chibinen- und der Lowosero-Pluton auf der Halbinsel Kola im Nordwesten Russlands, Norra Kärr bei Gränna in Schweden, der alkalische Monchique-Komplex im Süden Portugals, Ditrău in Rumänien, das alkalische Oktiabrski-Massiv (auch Oktyabrsky) im Südosten der Ukraine, das alkalische Burpala-Massiv und der Synnyr-Pluton in der nördlichen Baikal-Unterprovinz, das Yllymakh-Massiv im zentralen Aldanhochland, die Inagli-Lagerstätte in Jakutien, das Piranshahr-Massiv im Zagros des Irans, die Montérégie-Hügel in Quebec, Summit Camp nördlich von Greenwood in Britisch-Kolumbien, die Alkaliprovinz von Velasco in Bolivien, das Alkalimassiv von Ilha de Vitória in São Paulo, Brasilien, das Alkalimassiv von Itatiaia und die alkalische Intrusion von Tanguá und  der Hügel von Phenai Mata am Nordrand des Dekkans in Indien, Pulaskite assoziiert mit Nephelinsyeniten der Chilwa-Provinz in Malawi, der Marangudzi-Komplex in Zimbabwe, der alkalische Ringkomplex Etanenoberg in Namibia, der Foyaitkomplex Granitberg südlich von Lüderitz ebenfalls in Namibia  sowie andere.

## Einführung
Pulaskit – manchmal auch als Pyroxen-Syenit bezeichnet – ist verwandt zu Nordmarkit und Umptekit. Nordmarkit ist ein Quarz-führender Alkalifeldspatsyenit mit mehr oder weniger ausgeprägtem alkalischen Charakter. Umptekit und auch Pulaskitit sind hingegen quarzfreie, teils nephelinführende Alkalifeldspatsyenite mit Alkaliamphibol und Alkalipyroxen. In allen drei Gesteinen ist Mikroperthit aus Mikroklin bzw. Kryptoperthit der überwiegende Feldspat, es tritt aber auch Albit auf. Daher werden sie als Hypersolvus-Gesteine mit relativ hoher Kristallisationstemperatur gedeutet. Der Mikroperthit kann 80 bis 85 Volumenprozent des Gesteins erreichen, Nephelin 5 bis 8 Volumenprozent.

## Petrographie

### Erscheinungsform
Der Pulaskit ist ein mittel- bis grobkörniges, massives Gestein. Gleichkörnige, feinkörnige Vertreter werden als Mikropulaskit bezeichnet. Sein porphyrisches bis trachytisches Gefüge wird von plattigen Feldspäten geprägt. Pulaskit kann schichtig, gneisartig foliiert und auch pegmatitisch auftreten. Selbst Lavaflüsse sind bekannt. Er bildet auch Lagenintrusionen und kleinere intrusive Stöcke. Pulaskit ist somit ein extrusives als auch ein intrusives Gestein. Extrusiv zeigt er Ähnlichkeiten zu Phonolithen und intrusiv zu Nordmarkiten, die jedoch anstelle von Nephelin und Sodalith Quarz enthalten. Die wesentlich deutlicher an Quarz untersättigten Foyaite setzen sich von Pulaskiten jedoch ab. An der Typlokalität grenzt der Pulaskit an die Gangvarietät Tinguait (Tinguaite können durch Fraktionierung aus Pulaskiten hervorgehen). 

### Mineralogie
Pulaskit besteht vorwiegend aus Alkalifeldspat, interstitiellem Nephelin, Olivin (Fayalit), als interstitielles Alkalipyroxen Hedenbergit bis Aegirin (auch Hastingsit), Aegirin-Augit sowie interstitielles Natrium-Calcium- bis Natriumamphibol (Katophorit bis Arfvedsonit). Untergeordnet treten auch noch die Minerale Aenigmatit, Apatit, Biotit (interstitiell), Eudialyt, Galenit (Bleiglanz), Phlogopit, Pyrrhotin, Sphalerit (Zinkblende) und Titanomagnetit hinzu. Akzessorien sind Analcim, Fluorit, Magnetit, Sodalith, Titanit und Zirkon und assoziierte Minerale der Rinkit-Gruppe. Sehr selten erscheint auch Astrophyllit.

### Geochemische Analysen

#### Hauptelemente
Aufgeführt sei die Hauptelementzusammensetzung mehrerer Pulaskite, Grauer und Weißer Pulaskit stammen von der Etanenoberg-Intrusion in Namibia. Als Vergleich soll eine Foyait und ein Nordmarkit dienen.
| Oxid Gew. % | Pulaskit Ilimmaasaq | Pulaskit Mount Brome | Pulaskit Mount Shefford | Pulaskit Phenai Mata | Grauer Pulaskit | Weißer Pulaskit | Pulaskit Piranshahr | Pulaskit Monchique | Pulaskit Granitberg | Foyait Ilimmaasaq | Nordmarkit Montérégie |
| ----------- | ------------------- | -------------------- | ----------------------- | -------------------- | --------------- | --------------- | ------------------- | ------------------ | ------------------- | ----------------- | --------------------- |
| SiO2        | 62,54               | 61,13                | 58,32                   | 57,02                | 56,88           | 58,33           | 59,07               | 60,83              | 63,36               | 58,50             | 62,15                 |
| TiO2        | 0,10                | 0,87                 | 1,24                    | 0,67                 | 0,85            | 0,64            | 0,15                | 0,94               | 0,32                | 0,32              | 0,38                  |
| Al2O3       | 16,97               | 18,16                | 18,64                   | 18,38                | 17,97           | 18,33           | 22,30               | 19,46              | 18,36               | 16,21             | 17,71                 |
| Fe2O3       | 2,02                | 1,25                 | 1,62                    | 6,79 tot             | 1,46            | 2,23            | 2,85 tot            | 2,45               | 1,25                | 3,03              | 0,37                  |
| FeO         | 1,48                | 2,35                 | 3,40                    | –                    | 5,45            | 3,24            | –                   | 1,15               | 0,47                | 3,80              | 3,68                  |
| MnO         | 0,12                | 0,17                 | 0,21                    | 0,15                 | 0,23            | 0,17            | 0,04                | 0,06               | 0,10                | 0,19              | 0,09                  |
| MgO         | 0,15                | 0,69                 | 1,09                    | 1,18                 | 0,68            | 0,60            | 0,10                | 0,56               | 0,25                | 0,11              | 0,30                  |
| CaO         | 1,53                | 1,58                 | 2,90                    | 3,21                 | 3,97            | 2,93            | 0,46                | 1,98               | 1,25                | 1,76              | 1,35                  |
| Na2O        | 8,19                | 7,01                 | 6,99                    | 5,81                 | 5,42            | 6,31            | 8,51                | 6,14               | 6,38                | 7,56              | 5,26                  |
| K2O         | 4,69                | 5,37                 | 4,30                    | 6,27                 | 3,99            | 5,05            | 5,65                | 5,42               | 6,72                | 5,64              | 6,75                  |
| P2O5        | 0,05                | –                    | –                       | 0,26                 | 0,34            | 0,10            | 0,03                | 0,07               | 0,20                | 0,04              | –                     |
| H2O−        | 0,20                | –                    | –                       | –                    | 0,07            | 0,11            | –                   | –                  | 0,09                | 0,21              | –                     |
| H2O+        | 0,83                | –                    | –                       | –                    | 0,73            | 1,18            | 0,55 tot            | 1,38 tot           | 0,73                | 1,26              | –                     |
| Al/K+Na     | 0,91                | 1,05                 | 1,15                    | 1,12                 | 1,36            | 1,16            | 1,11                | 1,22               | 1,03                | 0,87              | 1,11                  |
| A I         | 1,10                | 0,95                 | 0,87                    | 0,89                 | 0,74            | 0,86            | 0,90                | 0,82               | 0,97                | 1,15              | 0,90                  |
| Al/K+Na+Ca  | 0,79                | 0,90                 | 0,87                    | 0,83                 | 0,88            | 0,87            | 1,06                | 0,99               | 0,92                | 0,75              | 0,96                  |
| Na/K        | 2,65                | 1,98                 | 2,47                    | 1,41                 | 2,06            | 1,90            | 2,29                | 1,72               | 1,44                | 2,03              | 1,18                  |

Der SiO2-Gehalt der Pulaskite schwankt zwischen 56,88 und 63,36 Gewichtsprozent und ist somit intermediär. Nur der Pulaskit und der Foyait des Ilimmaasaq-Komplexes sind peralkalisch (mit Al/K+Na < 1) und somit auch agpaitisch (ihr agpaitischer Index A I ist größer 1 und beträgt 1,10 respektive 1,15), alle anderen Proben sind metaluminos (mit Al/K+Na > 1 und Al/K+Na+Ca < 1) und miaskitisch (mit A I kleiner 1). Der Pulaskit von Piranshahr ist darüber hinaus peraluminos (mit Al/K+Na > 1 und Al/K+Na+Ca > 1). Die Na2O-Gehalte sind nur mäßig, alle Gesteine sind aber natriumbetont (Na/K > 1) – das Na/K-Verhältnis variiert zwischen 1,41 und 2,65 (der Nordmarkit hat aber nur 1,18). 
Im Modus prädominant ist eindeutig der Alkalifeldspat mit 80 bis 85 Volumenprozent. Albit kann bis zu 6 Volumenprozent erreichen. Nephelin beansprucht gewöhnlich 3 Volumenprozent (kann aber auch bis zu 8 Volumenprozent einnehmen), Biotit 4 Volumenprozent und Amphibol 1 Volumenprozent. Titanit erreicht immerhin bis zu 3 Volumenprozent und opake Minerale ebenfalls bis zu 3 Volumenprozent.

#### Normminerale
Pulaskite weisen in ihrer CIPW-Norm keine Quarzkomponente q auf, sie sind daher an Quarz untersättigte Gesteine. Dafür erscheinen Korund c mit bis zu 1,71 Volumenprozent und das Foid Nephelin ne mit bis zu 22,88 Volumenprozent. Die Feldspatkomponenten Orthoklas or, Albit ab und Anorthit an erreichen bis zu 35,57, bis zu 42,83 und bis zu 2,10 Volumenprozent. Auch normativer Olivin ol ist mit bis zu 2,05 Volumenprozent zugegen. Den Rest teilen sich normativer Magnetit mt, Ilmenit il und Apatit ap (bis jeweils 1,24, 0,28 und 0,07 Volumenprozent).

#### Spurenelemente

Anreicherung der LREE in einer Magmenkammer

Bei den Spurenelementen zeigt Barium eine deutliche Anreicherung bis zu 3170 ppm (erklärbar durch Kumulus-Alkalifeldspat-Abtrennung), aber auch Strontium bis zu 1500 ppm (erklärbar durch Kumulus-Plagioklas-Abtrennung). Zirconium erreicht bis zu 910 ppm. Recht hohe Werte besitzen Cer mit bis zu 286 ppm und Niob mit bis zu 246 ppm. Relativ hoch sind auch Rubidium (bis 242 ppm), Lanthan (188 ppm), Neodym (bis 101 ppm) und Yttrium (bis 92 ppm). Zink kann bis auf 140 ppm konzentriert sein. Bei den Seltenen Erden sind die LREE (engl. light rare earth elements) stark angereichert, mit La/Yb = 21 bis 23. Pulaskite zeigen aber meist keine negative Europiumanomalie, vielmehr tendieren sie gar zu einer positiven Anomalie. Es existieren aber auch durchaus Vertreter mit schwach negativer bis negativer Europiumanomalie.
Generell sind Pulaskite an HFSE (engl. high field strengt elements – Seltene Erden, Zirconium, Yttrium und Niob) angereichert. Die Konzentrationen an LILE (engl. large ion lithophile elements – Barium und Strontium) können jedoch oft auch sehr niedrig ausfallen.

## Entstehung
Im Ilimmaasaq-Komplex bildete sich Pulaskit als Teil der Dachserie der Intrusion durch eine ins Liegende voranschreitende Kristallisation in einem phonolithischen Magma. Pulaskit ist jedoch noch nicht eindeutig agpaitisch, sondern ein Grenzfall. Im Pulaskit wird ursprünglicher Olivin oft durch Arfvedsonit und Aegirin ersetzt.
Am Granitberg in Namibia ist Pulaskit aus einem Assimilationsprozess hervorgegangen, bei dem foyaitisches Magma den anstehenden feldspatführenden Sandstein teilweise inkorporierte. Durch fraktionierte Kristallisation des Foyaits entstand sodann im Kontaktbereich der Pulaskit.
Laut N. M. S. Rock (1978) ging die magmatische Entwicklung in Monchique von einer tief sitzenden Magmenkammer aus. Seiner Meinung nach war das Stammmagma ein wasserhaltiger Basanit, der an der Oberfläche weiter im Süden der Algarve als Litoral Algarve Suite austrat. Durch Olivin-Fraktionierung entstand ein an Olivin verarmtes essexitisches Magma sowie ein olivinreiches Kumulat, das auch in höhere Bereiche der Kammer aufdrang. Ein Teil des neugebildeten essexitischen Magmas stieg dann in die Westhälfte der Magmenkammer auf und bildete dort pulaskitischen Foyait und schließlich Pulaskit. Der Pulaskit verlor Alkalien an die Wirtsgesteine, wodurch quarzreiche Varietäten entstanden, welche Gänge bildeten. Die Pulaskite fraktionierten ihrerseits in Richtung phonolitisches Minimum und ließen weitaus peralkalischere, tinguatische/phonolitische Ganggesteine entstehen. Die Intrusion von Monchique ist somit ein Aggregat von foyaitischen (in der Osthälfte) und pulaskitischen Magmenpulsen, die vom Nebengestein indirekt modifiziert wurden. Ihre unregelmäßige Zusammensetzung wurde nicht durch Differenzierung nahe des heutigen Aufschlussniveaus erzielt, sondern durch wesentlich tiefreichendere Prozesse.

## Alter
Pulaskite gehen bis ins Präkambrium zurück, sind aber auch relativ jungen Alters. Der Pulaskit von Oktiabrski in der Ukraine wird beispielsweise auf 1.800 Millionen Jahre datiert, Norra Kärr in Schweden auf 1.560 Millionen Jahre (beide Mesoproterozoikum). Im Ilimmaasaq-Komplex ist der Pulaskit 1.160 Millionen Jahre alt. Der Pulaskit im Synnyr-Pluton ist 330 Millionen Jahre alt und stammt aus dem Unterkarbon (Serpukhovium). Die Pulaskite der Montérégie-Hügel haben ein Alter von 136 Millionen Jahre und entstanden in der Kreide (Valanginium). Mit 134 ± 2,6 Millionen Jahre nahezu gleichaltrig ist der Etanenoberg-Ringkomplex in Namibia. Der Ringkomplex des Granitbergs war ebenfalls in der Unterkreide eingedrungen. Der Pulaskit der Typlokalität in Arkansas ergab ein Alter von 91 bis 86 Millionen Jahre (Oberkreide – Turonium/Coniacium). Der Monchique-Komplex wird mit 76 Millionen Jahren ins Campanium datiert. Das Alkalimassiv von Itatitaia wird mit 71 bis 67 Millionen Jahre angegeben (Oberkreide, Maastrichtium). Der Pulaskit von Piranshir ist 41 Millionen Jahre alt und hat eozänes Alter (Bartonium).

## Verwendung
Der Pulaskit der Typlokalität unterlag einer sehr starken Verwitterung, die zur Bildung von Bauxit führte. Es entstand somit die Arkansas bauxite region, die in den Vereinigten Staaten die größte Bauxitlagerstätte darstellt.
Der Pulaskit wurde in Arkansas auch als Baustein abgebaut und insbesondere für Bauten und öffentliche Gebäude in Little Rock verwendet.

## Zusammenschau
Die endgültige Entstehungsweise von Pulaskiten ist komplex und nach wie vor noch nicht restlos geklärt. Neben den klassischen magmatischen Fraktionierungsprozessen werden mittlerweile auch das Nebeneinanderbestehen unterschiedlicher Magmen sowie deren Vermischung (engl. magma mixing and mingling) in Betracht gezogen. Als gutes Beispiel für den letzteren Prozess beschreiben K. R. Hari und K. R. Randive (2017) den Phenai Mata Igneous Complex (PMIC) in Indien. Wahrscheinlich sind beide Sichtweisen wie so oft komplementär heranzuziehen.